# Queen of Kings

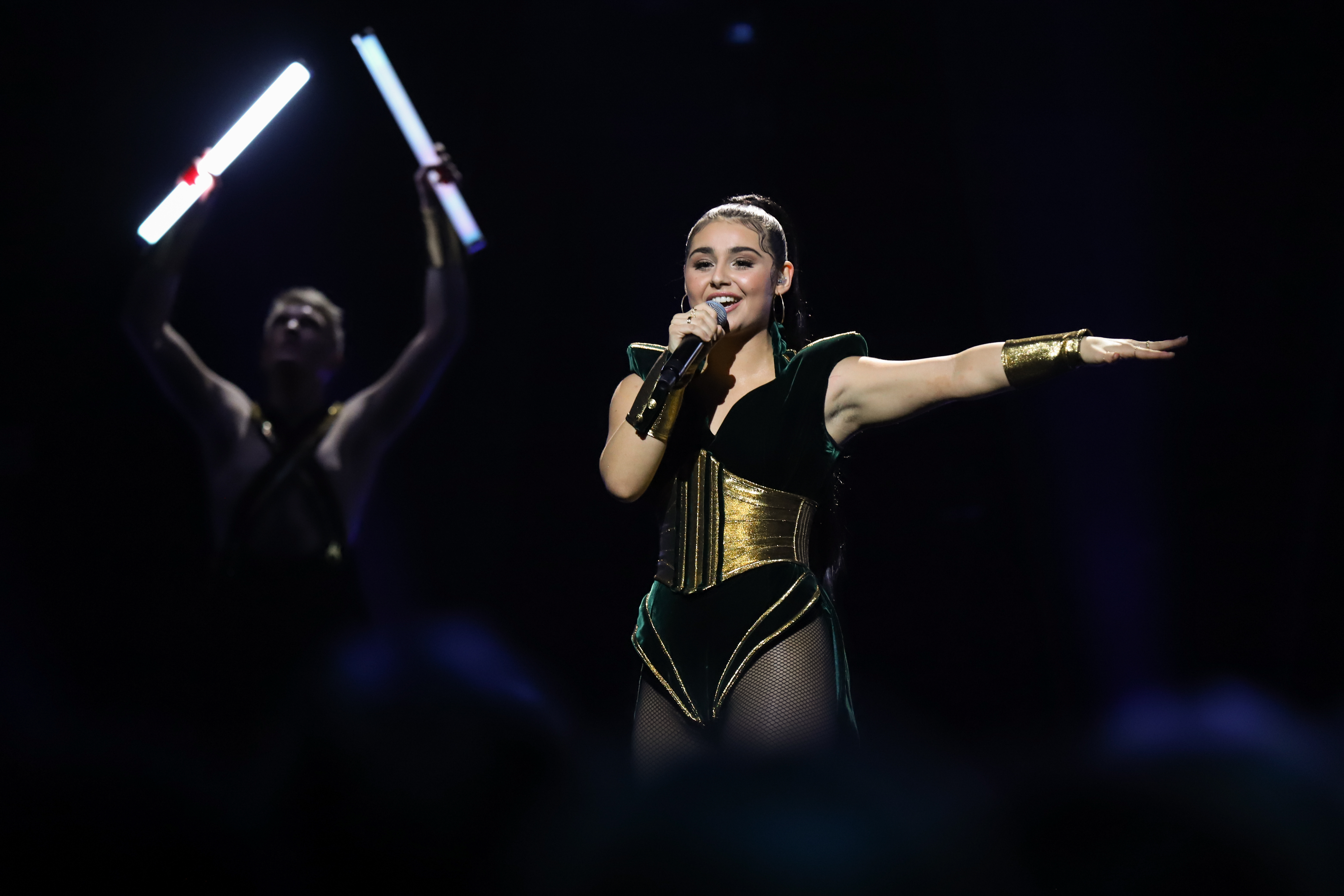
Alessandra Mele im ersten Halbfinale des Melodi Grand Prix

Queen of Kings (englisch für Königin der Könige) ist ein Lied der italienisch-norwegischen Sängerin Alessandra Mele. Mele konnte mit dem Lied den Melodi Grand Prix 2023 gewinnen und vertrat somit Norwegen beim Eurovision Song Contest 2023 in Liverpool. Dort erreichte sie den fünften Platz.

## Hintergrund
Das Lied wurde von der Interpretin selbst, gemeinsam mit Linda Dale, Stanley Ferdinandez und Henning Olerud, geschrieben. Am 4. Januar 2023 wurde bekannt, dass Mele damit beim Melodi Grand Prix 2023, dem norwegischen Vorentscheid für den Eurovision Song Contest, antreten werde. Das vollständige Lied wurde am 9. Januar 2023 veröffentlicht. Mele beschrieb Queen of Kings als Lied, das von ihren Erfahrungen als bisexuelle Frau und dem Aufwachsen in einem konservativen Umfeld geprägt sei.
Beim Melodi Grand Prix konnte sich Mele im ersten Halbfinale am 14. Januar 2023 gemeinsam mit zwei weiteren Beiträgen für das MGP-Finale qualifizieren. Nach dem ersten Halbfinale erregte das Lied insbesondere auf TikTok auch international Aufmerksamkeit. So zog das Lied in die norwegischen Charts, beim Musikstreamingdienst Spotify aber auch in die internationalen Viral-Charts ein. Am Tag des MGP-Finales erreichte das Lied in den Viral-Charts den ersten Platz.
Mele konnte schließlich am 4. Februar 2023 das Finale des Melodi Grand Prix gewinnen. Sie erreichte dabei sowohl die meisten Stimmen bei den internationalen Jurys als auch bei den Zuschauern. In der Woche nach ihrem Sieg beim Melodi Grand Prix erreichte das Lied den ersten Platz in den norwegischen Singlecharts.

## Eurovision Song Contest
Norwegen wurde am 31. Januar 2023 ein Platz in der ersten Hälfte des ersten Halbfinales des Eurovision Song Contests 2023 zugelost. Im März 2023 wurde ihr, nachdem alle Teilnehmer bekannt waren, von den Veranstaltern der erste Startplatz zugeteilt. Das erste Halbfinale fand am 9. Mai 2023 statt.
In ihrem Halbfinale konnte sich Mele mit 102 Punkten als Sechste für das Finale qualifizieren. Im Anschluss an das Halbfinale zog sie ein Los für eine Startnummer in der zweiten Finalhälfte und ihr wurde für das Finale der 20. Startplatz zugewiesen. Im Finale erreichte sie mit 268 Punkten den fünften Platz. 216 der 268 Punkte kamen aus dem Zuschauervoting. Bei den Zuschauerstimmen erreichte sie damit hinter Finnland und Schweden den dritten Platz.

## Rezensionen
In Norwegen erhielt das Lied gemischte Kritiken. Bei der Zeitung Dagbladet wurde das Lied als „Techno-Hexenkessel“ bezeichnet und erhielt drei von sechs Punkten. Meles Auftritt habe „Pathos, große Gefühle und eine dramatische Choreografie“. Bei NRK erhielt Mele mit ihrem Finalauftritt vier von sechs Punkten. Ihr Lied wurde dort als „unoriginell“, aber „kein katastrophaler Beitrag für Norwegen“ bezeichnet.

## Kommerzieller Erfolg

### Chartplatzierungen
| ChartsChartplatzierungen     | Höchstplatzierung | Wochen |
| ---------------------------- | ----------------- | ------ |
| Deutschland (GfK)            | 19 (3 Wo.)        | 3      |
| Italien (FIMI)               | 33 (2 Wo.)        | 2      |
| Norwegen (IFPI)              | 1 (25 Wo.)        | 25     |
| Österreich (Ö3)              | 8 (5 Wo.)         | 5      |
| Schweden (GLF)               | 7 (26 Wo.)        | 26     |
| Schweiz (IFPI)               | 5 (5 Wo.)         | 5      |
| Vereinigtes Königreich (OCC) | 10 (4 Wo.)        | 4      |

| ChartsJahrescharts (2023) | Platzierung |
| ------------------------- | ----------- |
| Schweden (GLF)            | 47          |

### Auszeichnungen für Musikverkäufe
| Land/Region                  | Auszeichnungen für Musikverkäufe (Land/Region, Auszeichnung, Verkäufe) | Verkäufe  |
| ---------------------------- | ---------------------------------------------------------------------- | --------- |
| Belgien (BRMA)               | Gold                                                                   | 20.000    |
| Italien (FIMI)               | Gold                                                                   | 50.000    |
| Norwegen (IFPI)              | Platin                                                                 | 60.000    |
| Polen (ZPAV)                 | 2× Platin                                                              | 100.000   |
| Schweden (IFPI)              | Platin                                                                 | 120.000   |
| Schweiz (IFPI)               | Platin                                                                 | 20.000    |
| Spanien (Promusicae)         | Gold                                                                   | 30.000    |
| Vereinigtes Königreich (BPI) | Silber                                                                 | 200.000   |
| Insgesamt                    | 1× Silber · 3× Gold · 5× Platin ·                                      | 1.950.000 |